# Булец (Октябрьский район)
Булец (бел. Бу́лец) — упразднённый хутор в Октябрьском районе Гомельской области Беларуси. В составе Октябрьского сельсовета.

## География
Урочище Булец на карте.
Ближайшие населённые пункты Новая Дуброва, г. п. Октябрьский, Смыковичи и др.

## История
Входил в состав совхоза "Праўда".
13 ноября 1987 года упразднён в связи с тем, что жители хутора переселились в другие населённые пункты.

## Население

### Численность
- 1987 год — 0 человек

### Динамика
- 1987 год — 0 человек

## Ссылка
- Булец на карте Беларуси